# Nowakowskiella atkinsii
Nowakowskiella atkinsii är en svampart som beskrevs av Sparrow 1950. Nowakowskiella atkinsii ingår i släktet Nowakowskiella och familjen Cladochytriaceae.   Inga underarter finns listade i Catalogue of Life.